# بدن بدون اندام

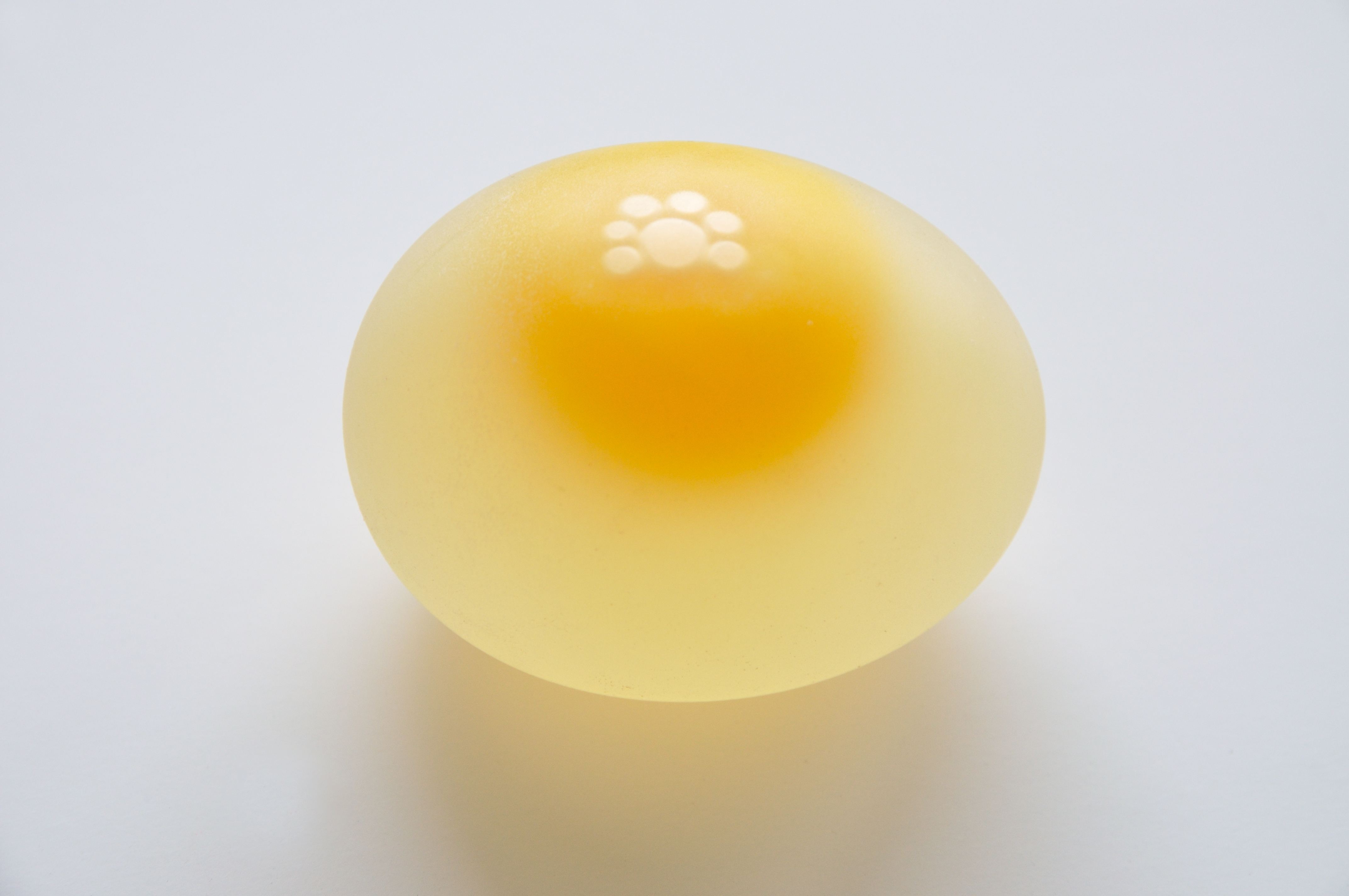
پوسته‌ی سفید تخم‌مرغ در اثر ۴۸ ساعت نگهداری در سرکه حل شده‌ است. تخم‌مرغ یک شخصیت برجسته از بدن بدون اندام در کتاب سرمایه‌داری و اسکیزوفرنی است.

بدن بدون اندام (به انگلیسی: Body without organs) یا BwO یک مفهوم فازی است که در آثار فیلسوفان فرانسوی ژیل دلوز و فلیکس گاتاری استفاده می‌شود. این مفهوم، پتانسیل غیرقابل تنظیم یک بدن (نه لزوماً انسانی) را بدون ساختارهای سازمانی تحمیل‌شده بر اجزای تشکیل‌دهنده آن، که آزادانه عمل می‌کند، توصیف می‌کند. این واژه برای اولین بار در سال ۱۹۴۷، در نمایش‌نامه نویسنده فرانسوی آنتونن آرتو به‌کار برده شد، و بعدتر دلوز در کتاب منطق حس از آن اقتباس کرد و به‌طور مبهمی توسط خود او و گاتاری در کتاب دو جلدی‌شان سرمایه‌داری و اسکیزوفرنی بسط داده شد.
مفهوم انتزاعی کلی بدن دلوز و گاتاری در متافیزیک و ناخودآگاه از روان‌کاوی سرچشمه می‌گیرد. آن‌ها این نظریه را چنین مطرح کردند که از آن‌جایی که خیالات خودآگاه و ناخودآگاه در روان‌پریشی و اسکیزوفرنی بیان‌گر اشکال و کارکردهای بالقوه بدن است و خواستار رهایی است، واقعیت فرایند هموستاتیک بدن این است که توسط یک تشکیلات و بیشتر توسط اندام‌هایش محدود می‌شود. مطابق با آنچه بدن به دست آورده‌است، سه نوع بدن بدون اندام وجود دارد: «تهی»، «پر» و «سرطانی».